# 銀色の髪のアギト
『銀色の髪のアギト』（ぎんいろのかみのアギト）は、GONZOによる長編劇場アニメ作品。2006年1月7日公開。日本の劇場アニメ作品として初めて中国で公開された。

## 概要
公開当時はアニメーション製作会社としての名前も一般人にあまり知られていなかった。それにもかかわらず大掛かりな企画や宣伝をしなかったため、話題にはならず興行収入的には失敗であった。しかし、制作費が少ないこともあって大きな赤字は出ていない。
また、『ラーゼフォン 多元変奏曲』上映の際に公開された、初期の劇場予告での題名は『SPIRIT』だった。

## ストーリー
300年後の未来、遺伝子操作の失敗によって意思を持った「森」が、人と都市を襲うようになってしまった世界で、その中でも「森」と比較的友好的な関係を築けている中立都市でアギトは暮らしていた。そこには、そのような世界であっても力強く愉快に日々を生きる人々の姿があった。アギトは、友人・カインと遊んでいる最中、偶然、ステイフィールド（永久生命維持装置）の中で眠る300年前の少女、トゥーラを目覚めさせた。運命的な出会いを遂げたアギトは、彼女に一目惚れをしてしまう。トゥーラは中立都市に滞在することとなる。彼女とアギトは愉快な仲間達と過ごしていくうちに、互いが互いに特別な感情を抱いている事に気付く。
トゥーラは人間世界を再び復活させるという使命を背負っており、アギトと過ごしていくうちに徐々にその決意を固めていく。そして彼女はアギトに、「森」が人を襲わず、安心して生きられる世界がどれほど素晴らしいのかを語ると、シュナックとともにアギトのもとを去る。シュナックについていった彼女は、自身の父親が作り上げた環境デフラグメント・システム、イストークを起動させ、それによって環境を元に戻そうとする。それはいったん、「森」の全てを焼き払う事によって、後は環境自体の自然治癒能力によってもとの状態、つまり遺伝子操作の失敗以前に戻そうとするものであった。
アギトは、トゥーラを取り戻すため、そして守るため、「森」から禁断の力を手に入れようと、強化体の儀式を受ける。強化体となった者にはある使命が「森」より託される。それは、森を護るということ。強化体となった銀色の髪のアギトは、トゥーラとシュナックのあとを追う。
二つの相反する使命が交錯するなか、運命の歯車が大きく廻り始める。「森」は彼らを何処へ導くのだろうか。彼らは、何処へ行こうとしているのだろうか。

## 登場人物

### 中立都市
アギト
主人公。中立都市にすむ少年。ステイフィールドに眠っていたトゥーラを目覚めさせた。トゥーラをシュナックにさらわれると、自ら強化体となり、彼女を助けようとする。純粋無垢である。父親を誇りに思っている。小説ではシュナックを少なからず恨んでいる面が見える。
トゥーラ
ヒロイン。ステイフィールドの中で眠っていた300年前の人間の女の子。すこし冷めた感がある。植物に襲われ、人々が細々と生きているという現実を目の当たりにし、大きく落胆した。「森」を正常に戻すため、シュナックと手を組む。父親は地球緑化プロジェクトの責任者。
ヨルダ
中立都市の代表者。強化体でもある。小説ではアギトの母親という設定。ハジャン・アガシと共に中立都市を建設した。
カイン
アギトの友人であり、兄代わりでもある少年。
ミンカ
カインの妹。アギトに片思いをしているため、トゥーラをライバル視することがある。
ハジャン
カインとミンカの父親。強化体。
アガシ
アギトの父親である。過去に強化体としての力を使いすぎたため（小説ではシュナックとの激しい戦闘のためと書かれている）、頭以外の体が「木化（木になってしまうこと）」してしまった。

### ラグナ
シュナック
ラグナの軍人であり、階級は大佐。過去から来た人間である。トゥーラが目覚める5年前に覚醒した。300年前の地球緑化プロジェクトを失敗させたことによって多くの人々と文明を失わせ、また森に意思を持たせることになる。覚醒後は強化体となり、「森」を焼き払おうと画策する。
ジェシカ
ラグナの軍人であり、中央からシュナックの監視のためトリアシティに派遣される。小説では、シュナックへの信頼と中央からの指令とに挟まれ思い悩んでいた。

## 用語
強化体
人間と敵対している、「森」の力を使うことができる存在。強化体となると、髪が銀色となり、驚異的な怪力と敏捷性、堅牢さが備わる。ただし「森の力」を使いすぎると、やがては「木」となってしまう。主人公アギトの他、アギトの父アガシ、カインの父ハジャン、中立都市の代表者ヨルダ、ラグナの軍人シュナックが、強化体である。
ステイフィールド
永久生命維持装置。細胞を老化・劣化させず、若さを保ったまま、数百年の生命維持が可能である。
ラバン
過去の地球において使われていた、首輪の形をした機械。通話のほかGPS機能など、様々な機能が備わっている。
地球緑化プロジェクト
地球の自然環境を回復するためのプロジェクト。しかし、功を焦ったシュナックによって計画は失敗し、意思を持った「森」が生まれることとなる。
イストーク
環境再生デフラグメントシステム。その正体は火山と一体化した巨大な移動要塞。
中立都市
ヨルダ・ハジャン・アガシの三人で建設された都市。「森」との共存を望んだ人が、集まって住んでいる。
軍事都市ラグナ
武力によって、「森」を制圧することを目的とした軍事都市。

## キャスト
- アギト - 勝地涼
- トゥーラ - 宮﨑あおい
- ヨルダ - 古手川祐子
- カイン - 濱口優
- ハジャン - 布川敏和
- シュナック - 遠藤憲一
- アガシ - 大杉漣
- ミンカ - 南央美
- ジェシカ - 湯屋敦子
- ベールイ - 間宮くるみ
- ゼールイ - 金田朋子
- サクル博士 - 田中秀幸
- なべ親父 - 麦人
- アゴヒゲ - 宝亀克寿
- クチヒゲ - 小山武宏
- 親方 - 中博史
- 子供のアギト - 小林由美子
- 整備兵 - 星野充昭
- アナウンス - 堀江ゆかり

## スタッフ
- 監督 - 杉山慶一
- 原案 - 飯田馬之介
- 脚本 - 椎名奈菜、柿本直子
- キャラクターデザイン - 緒方剛志
- アニメーションキャラクターデザイン・総作画監督 - 山形厚史
- メカニックデザイン - 安藤賢司、前田真宏
- 副監督 - 吉川浩司
- 作画監督 - 恩田尚之、小原充、後藤雅巳、市川敬三、福島秀樹、柿田英樹
- エフェクト作監 - 増尾昭一
- メカ作監 - 宇佐美皓一
- 絵コンテ - 飯田馬之介、前田真宏、角銅博之、杉山慶一
- チーフ演出 - 垪和等
- 演出 - 別所誠人、高橋幸雄、鈴木薫、清水健一、水野健太郎
- 設定 - 反田誠二、川原智弘、南條楊輔、海老川兼武
- 美術設定 - 佐藤肇、中原れい、菊地正典
- 3D監督 - 増尾隆幸
- 3DCGディレクター - ソエジマヤスフミ
- ビジュアルコーディネーター - 村田恵里子
- 撮影監督 - 石黒晴嗣
- 編集 - 肥田文
- 音響監督 - 若林和弘
- 録音スタジオ - 東京テレビセンター、スタジオマウス
- 音楽 - 岩崎琢
- 指揮 - Mario Klemens
- 演奏 - ワルシャワ国立フィルハーモニー管弦楽団
- 音楽プロデューサー - 佐々木史朗
- 音楽制作 - ビクターエンタテインメント
- 製作者 - 稲田浩之、石川真一郎、関一郎、喜多埜裕明、亀山慶二、島本雄二
- 企画 - 永田勝治、村濱章司、吉田剛、内山順二、梅澤道彦、町田修一
- プロデューサー - 堀内麻紀、梶田浩司、小林敬宜、柳村努、杉山登、倉田泰明
- アニメーションプロデューサー - 小竿俊一、堀裕治、坂部久明
- アニメーション制作 - GONZO
- 製作 - 銀色の髪のアギト製作委員会（メディアファクトリー、GDH、松竹、Yahoo! JAPAN、テレビ朝日、電通）
- 配給 - 松竹

## 主題歌
オープニングテーマ「調和 oto〜with reflection〜」
作詞・作曲 - KOKIA / 編曲 - 妹尾武 / 歌 - KOKIA
エンディングテーマ「愛のメロディー（soundtrack ver.）」
作詞・作曲 - KOKIA / 編曲 - 澤近泰輔 / 歌 - KOKIA

## 関連商品
DVD、Blu-ray
2006年6月23日にDVDが通常版と初回盤同時発売。Blu-rayが2008年12月5日に発売されている。
CD
- 銀色の髪のアギト オリジナルサウンドトラック
- 愛のメロディー 通常版 / 初回限定版

書籍
- 銀色の髪のアギト

MF文庫Jより発売。著者は宇本京平、イラストは映画と同じく緒方剛志。ISBN 978-4840114486
- 銀色の髪のアギトコンプリート

オフィシャルファンブック。ISBN 978-4840114790